# Margaret Price
Pour les articles homonymes, voir Price.
Répertoire
- à l'opéra
  - Mozart (Anna, Contessa, Fiordiligi, Pamina)
  - Verdi (Amelia, Desdemona, Élisabeth)
  - Strauss (Ariadne)
- en concert ou récitals :
  - Rossini (aria)
  - Schubert (lieder)
  - Robert Schumann (lieder)
  - œuvres de la seconde école de Vienne
  - Wagner (Isolde, lieder)
- enregistrements majeurs :
  - Tristan und Isolde (Kleiber)
  - Un ballo in maschera
  - le premier Don Giovanni (Solti)

Margaret Berenice Price, née le 13 avril 1941 à Blackwood au Pays de Galles, et morte le 28 janvier 2011  à Cardigan, Ceredigion,,, est une chanteuse lyrique galloise, soprano.

## Biographie
Née en 1941, Margaret Price, issue d'une famille mélomane, commence tôt à chanter pour le plaisir. Initialement, pourtant, elle n'imagine pas faire une carrière musicale mais souhaite devenir professeur de biologie. 
À 15 ans, son professeur de musique organise une audition avec Charles Kennedy Scott. Celui-ci réussit à la convaincre d'étudier avec lui au Trinity College of Music à Londres. Les années suivantes, elle suit une formation de mezzo-soprano. Après ses études, elle rejoint l'Ambrosian Opera Chorus.
Elle débute à l'opéra en 1962, en chantant Cherubin dans Les Noces de Figaro de Mozart à l'Opéra national du pays de Galles. La même année, elle entre au Royal Opera House (Covent Garden) de Londres. Elle devient subitement célèbre en remplaçant Teresa Berganza empêchée, à nouveau dans le rôle de Cherubin.
Le chef d'orchestre et pianiste James Lockhart la persuade de reprendre des cours de chant pour améliorer sa technique.
Elle reçoit aussi le soutien d'Otto Klemperer, qui dirige son premier enregistrement d'un rôle principal dans un opéra intégral : Fiordiligi, dans Così fan tutte de Mozart.
Les années suivantes, Margaret Price est invitée dans d'importants opéras. Elle se produit pour la première fois au Metropolitan Opera de New York dans le rôle de la Comtesse des Noces de Figaro sous la baguette de Sir Georg Solti et dans la production de Giorgio Strehler lors de la tournée exceptionnelle de l'Opéra de Paris aux États-Unis  à l'occasion du bicentenaire de 1976. Elle y revient en 1985, dans le rôle de Desdémone d'Otello de Verdi. Au Palais Garnier, elle chante Donna Anna, Contessa et Desdemone pendant l'ère Liebermann qui la considérait comme l'une des plus grandes chanteuses mozartienne de son époque. Elle paraît aussi à Berlin dans le rôle-titre de Norma.
Appréciant peu les voyages, elle préfère s'exprimer sur une scène principale, où elle chante la majeure partie de l'année : d'abord Covent Garden à Londres, ensuite Cologne, puis le Bayerische Staatsoper, à Munich, de 1971 à 1999. Elle fait ses adieux à la scène en 1999.
Elle meurt d'un arrêt cardiaque à 69 ans, le 28 janvier 2011.

## Répertoire
Margaret Price est célèbre pour ses interprétations de personnages de Mozart, en particulier Fiordiligi, Donna Anna dans Don Giovanni, la comtesse des Noces de Figaro (après Cherubino et Barbarina à ses débuts) et Pamina de La Flûte enchantée. 
En plus, elle a chanté des rôles verdiens comme Amelia d'Un bal masqué, Élisabeth de Don Carlos et Desdemona d'Otello ainsi qu'Ariane d'Ariane à Naxos de Richard Strauss et Adriana Lecouvreur de Francesco Cilea.
Elle a aussi été très active comme chanteuse de lieder, aussi à l'aise dans les œuvres romantiques de Franz Schubert, Robert Schumann ou Richard Strauss que dans celles de la Seconde école de Vienne.
Elle a enregistré de nombreux opéras et lieder. Un de ses disques les plus réputés est le Tristan et Isolde de Richard Wagner dirigé par Carlos Kleiber, alors qu'elle n'a jamais chanté le rôle d'Isolde à la scène.
Selon Bertrand Dermoncourt : « Une fois n’est pas coutume : ce n’est pas par un live de Bayreuth qu’il vous faut découvrir Tristan. Avant de venir à Böhm ou Karajan, l’enregistrement de studio de Carlos Kleiber vous offrira, outre d’extraordinaires qualités musicales, l’avantage d’un son numérique optimum ».
En avril 2007, l'édition du BBC Music Magazine la place au 8e rang des 20 meilleures sopranos du XXe siècle ou de tous les temps.